# Jönssonligan – Den perfekta stöten
Jönssonligan – Den perfekta stöten (bra: O Plano Perfeito; eua: The Master Plan) é um filme sueco de Alain Darborg lançado em 2015.
Faz parte de uma série de filmes baseados nos personagens [en] criados por Erik Balling e Henning Bahs. Este filme é um reboot dos filmes anteriores, desta vez concebido como um thriller, em vez de uma comédia farsesca.

## Sinopse
Charles Ingvar Jönsson reúne três criminosos para vingar-se das pessoas que mataram seu tio.

## Elenco
- Simon J. Berger como Charles-Ingvar Jönsson[6]
  - Edvin Ryding retrata um jovem Charles-Ingvar.
- Alexander Karim como Ragnar Vanheden[6]
- Torkel Petersson como Dynamit-Harry[6]
- Susanne Thorson como Rocky[6]
- Andrea Edwards como Wallentin[7]
- Jens Hultén como Krantz[7]
- Niklas Falk como Ralf
- Irma Hjort Erixson como Anja
- Juan Rodríguez como Alejandro
- Anki Larsson como Conselheiro de Escola
- Alexandra Alegren como Secretária de Wallentin
- Ramtin Parvaneh como Guarda

## Recepção
Na Suécia, o filme recebeu críticas mistas a negativas. No Expressen, o crítico deu 3 de 5, chamando-o de “simpaticamente alegre, emocionante, bem jogado e atraente” e uma “versão um tanto desajeitada dos filmes 'Ocean' de Soderbergh”. No Dagens Nyheter, o crítico deu a mesma nota, elogiando a química do conjunto e chamando o filme de um modo geral divertido. Uma crítica mais negativa é encontrada no Göteborgs-Posten, onde o filme obteve 2 de 5 e foi descrito como “não engraçado o suficiente para funcionar como uma comédia e não emocionante o suficiente para funcionar como um filme de ação de gangster”.
O filme não teve sucesso comercial.